# Montélimar
Montélimar település Franciaországban, Drôme megyében. Lakosainak száma 40 356 fő (2022. január 1.). Montélimar Rochemaure, Le Teil, Allan, Ancône, Châteauneuf-du-Rhône, Espeluche, Montboucher-sur-Jabron, Sauzet és Savasse községekkel határos.

## Népesség
A település népességének változása:
| Lakosok száma | 26 748 | 29 161 | 29 982 | 33 924 | 36 643 | 38 397 | 39 097 | 39 818 | 39 790 | 40 356 |
|               | 1968   | 1982   | 1990   | 2006   | 2013   | 2015   | 2017   | 2019   | 2020   | 2022   |